# 西非鰳
西非鰳為輻鰭魚綱鲱形目鋸腹鰳科的其中一種，為熱帶海水魚，分布於東大西洋塞內加爾至安哥拉半鹹水、海域，深度0-25公尺，體長可達5.3公分，棲息在沿海、潟湖及河口，以浮游生物、底棲性無脊椎動物、魚類等為食，生活習性不明，可做為食用魚。
其种加词“africana”意为“非洲的”。